# Fusée Congreve

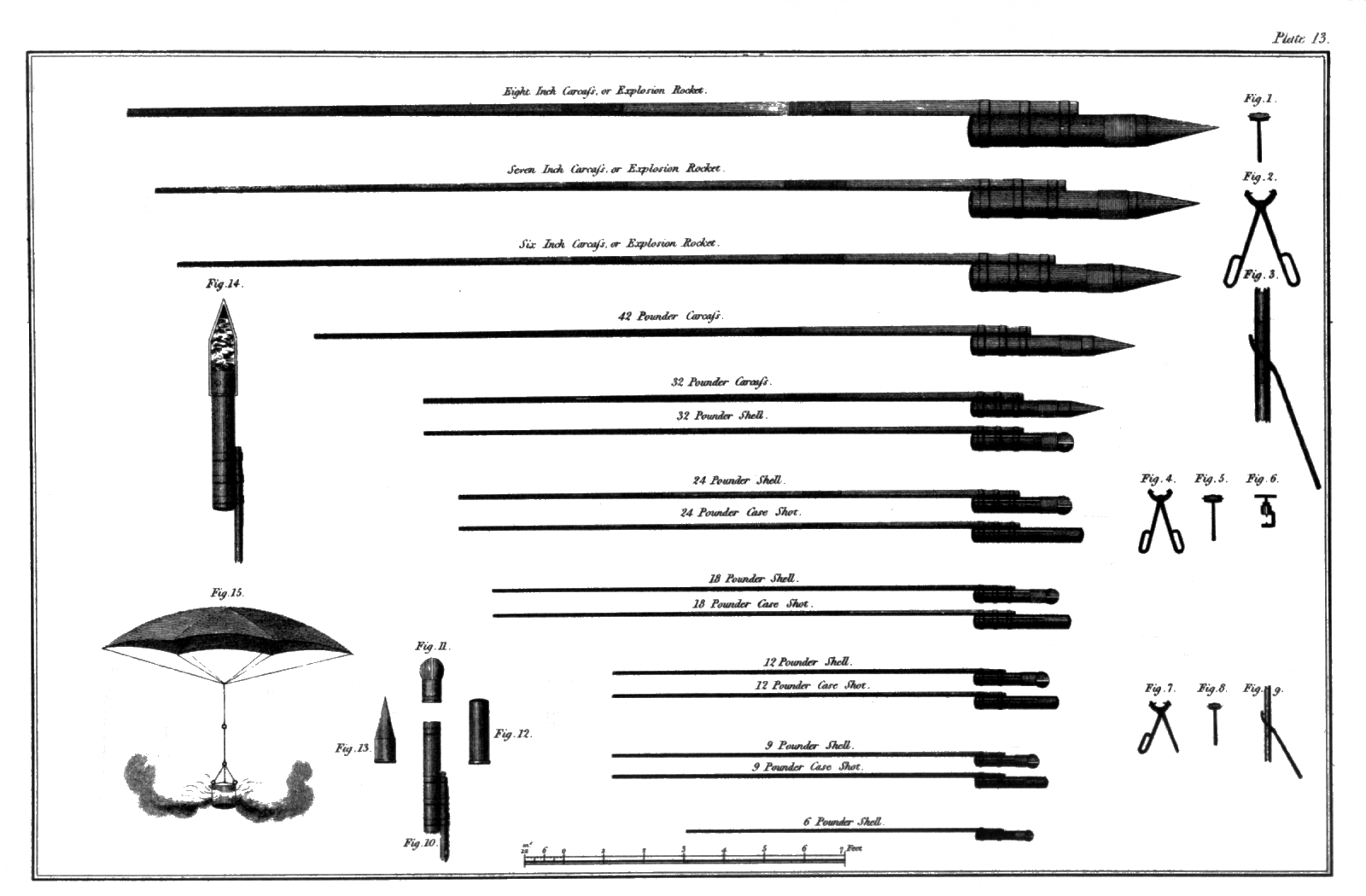
Fusées Congreve.

La fusée Congreve est une arme militaire britannique conçue par William Congreve en 1804, sur la base des fusées de Mysore utilisés par le royaume de Mysore contre la Compagnie britannique des Indes orientales à la fin du XVIIIe siècle. Ces fusées ont notamment été utilisées pendant les guerres napoléoniennes et la guerre anglo-américaine de 1812.
Thomas Cochrane fut chargé de la tester pour la Royal Navy à partir de septembre 1808.